# Rottenburg am Neckar

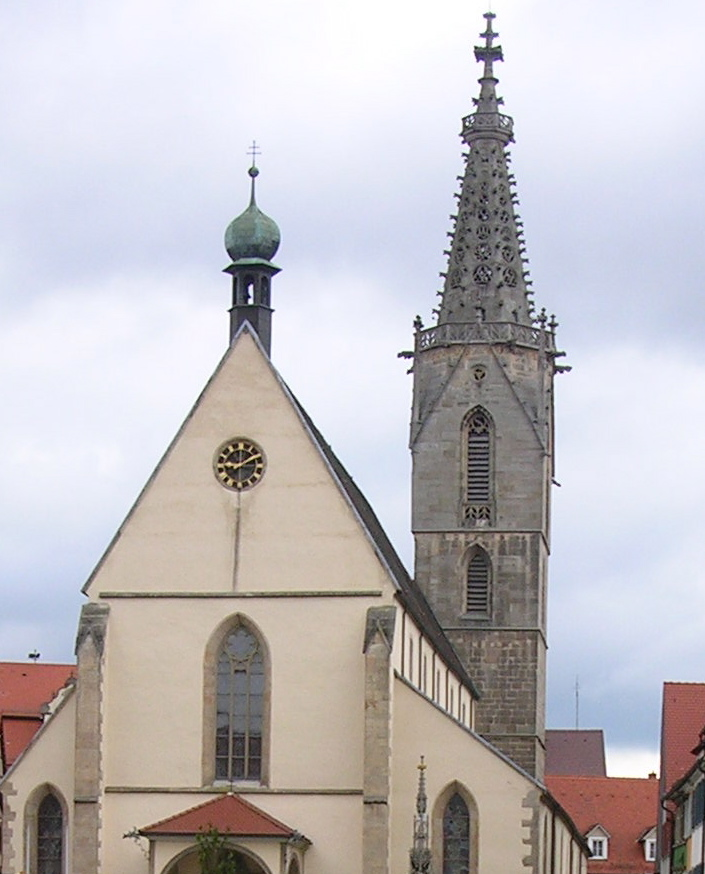
Domul din Rottenburg

Rottenburg am Neckar este un oraș din landul Baden-Württemberg, Germania. Orașul este situat la 12 km sudvest de centrul universitar Tübingen.
Din anul 1821 este sediul unei episcopii catolice.

## Personalități
- Johannes Baptista Sproll (1870-1949), episcop, opozant al regimului național-socialist

1. ↑   http://www.statistik.baden-wuerttemberg.de/BevoelkGebiet/Bevoelkerung/01515020.tab?R=GS416036 Lipsește sau este vid: |title= (ajutor)